# 日下部鳴鶴

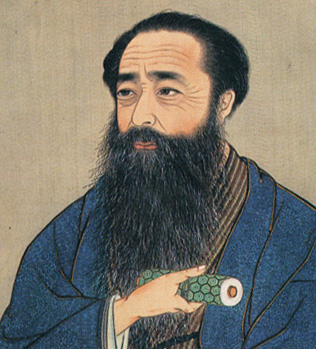
野口小蘋筆　日下部鳴鶴像　絹本着色　財団法人書壇院所蔵

日下部 鳴鶴（くさかべ めいかく、天保9年8月18日（1838年10月6日） - 大正11年（1922年）1月27日）は日本の書家である。本名は東作。字は子暘。別号に東嶼、翠雨、野鶴、老鶴、鶴叟などがある。

## 業績
中国、特に六朝書の影響を受けた力強い筆跡が特徴であり、それまでの和様から唐様に日本の書法の基準を作り変えた。加えて数多くの弟子を育成、彼の流派を受け継ぐ書道家は極めて多い。芸術家としても教育者としても多大な功績をあげたことを称えて「日本近代書道の父」と評されることもある。
鳴鶴の流派は鶴門と呼ばれ、その門下生は3000人を数えたと言われる。また生涯で1000基の石碑を書いたとも言われ、現在も全国に300基以上の碑が残されている。中でも大久保公神道碑は鳴鶴の最高傑作といわれる。

## 略歴

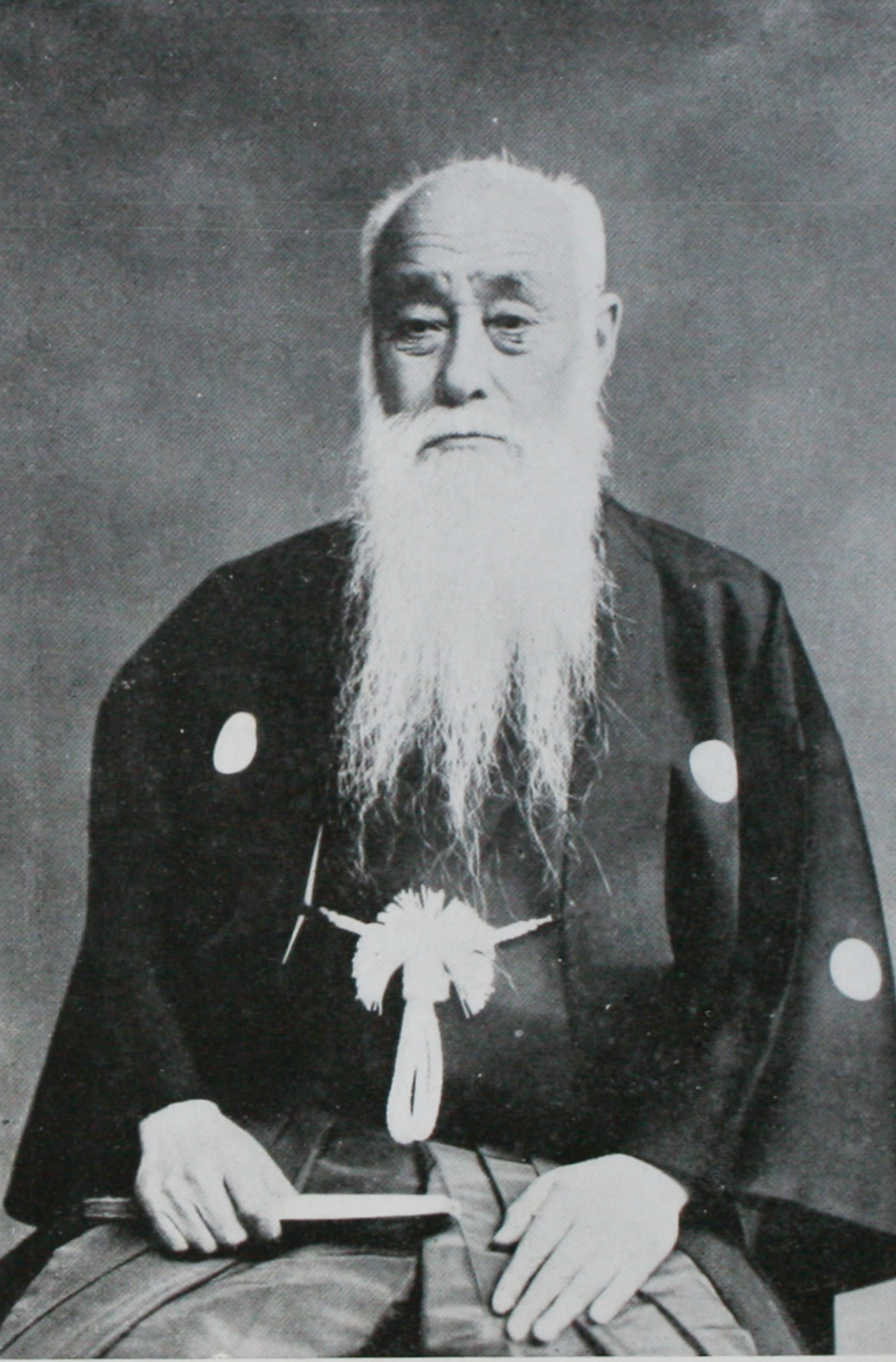
日下部鳴鶴　写真

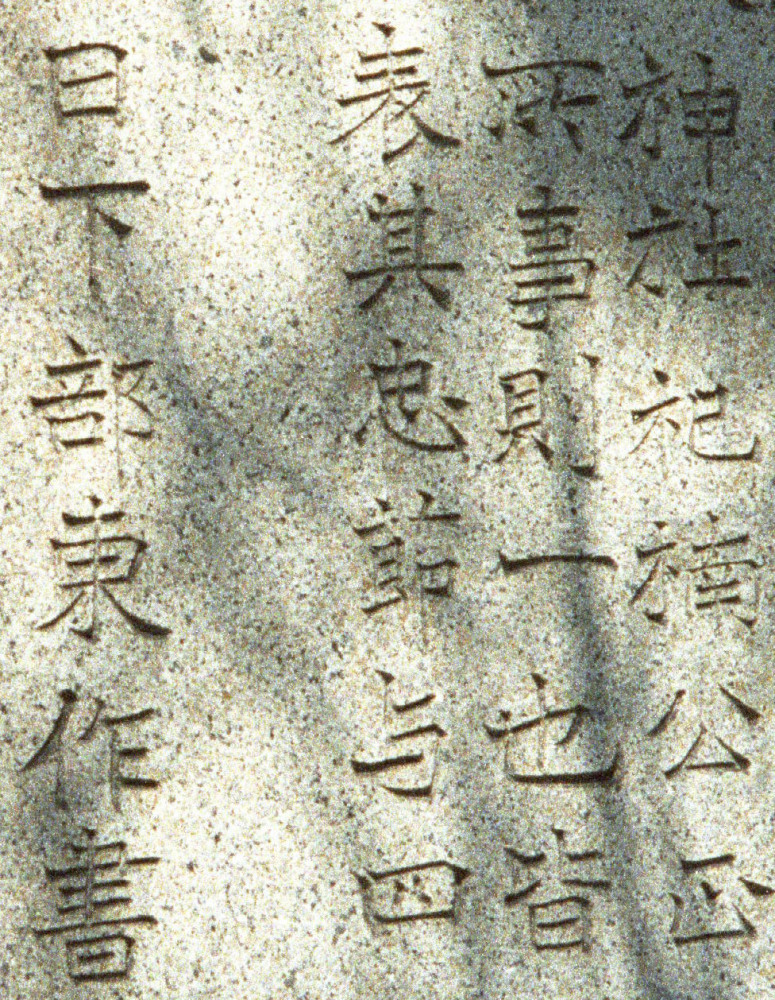
木村重成碑（部分） 大阪市中之島公園所在

1838年、彦根藩士・田中惣右衛門の次男として生まれる。初名は八十八、のちに東作と改める。1859年、22歳の時に同じ彦根藩士・日下部三郎右衛門の養子となる。しかし1860年、藩主の井伊直弼が桜田門外で暗殺されたため禄は大幅に減り生活は困窮したが上京し書道に専念する決意をしている。
維新後、新政府が成立すると徴用され太政官に勤める。内閣大書記官となるが当時仕えていた大久保利通が紀尾井坂の変で暗殺されたことを機に退官し書道に専念する。
特定の人物に師事してはいない。しかし20代の時には、既に亡くなっていた貫名菘翁の書に傾倒しており、40代の時には、来日していた金石学者楊守敬のもとで碑学、六朝書、篆隷の研究を行っている。
その後は中国書法の研究をすすめ六朝書道を基礎に独自の書風を確立し多くの弟子を育てる。また中国に渡航し碑文研究を深めると同時に呉昌碩などの文人と交流し、「東海の書聖」と称されたといわれている。その一方で碑文の揮毫や雑誌の刊行、名跡研究などに努めた。
1922年、肺炎のため85歳でその生涯を閉じる。

## 評価
- 同時代で比較し梧竹の書風を自らの思うままといった自由な趣とするなら、鳴鶴は規範的・教条的な書風であると評されることがある。自らの書法を一つの型に集約していったとも言ってもよい。このため梧竹が孤高を持していたのに対し、鳴鶴の門下には数多くの弟子が押しかけることになった。
- もっとも鶴門（鳴鶴の門流）では独特の書風で知られた渡辺沙鴎や高い見識から古法、字学を研究した論客比田井天来・川谷尚亭を輩出するなど必ずしも鳴鶴の書風が固持されていたわけではない。

## 栄典
- 1922年（大正11年）1月27日 - 従四位[3]

## 主な弟子
- 渡辺沙鴎（鶴門四天王）
- 丹羽海鶴（鶴門四天王）
- 比田井天来（鶴門四天王）
- 近藤雪竹（鶴門四天王）
- 岩田鶴皐
- 井原雲涯
- 黒崎研堂
- 山本竟山
- 田代秋鶴
- 西川萱南
- 山口蘭渓
- 若林快雪
- 木俣曲水
- 赤星藍城
- 西脇呉石
- 梅路見鸞

## 主な作品
- 大久保公神道碑
- 熊野馬渓遊草
- 論書詩屏風
- 日本酒月桂冠の商品名ロゴ

## 雅印について
鳴鶴は400を超える雅印を所有していた。中でもよく用いたものに呉昌碩作の「日下東作」・「日下鳴鶴」などある。国立新潟大学の同窓会が印を多数購入し同大学の通称書道科が管理している。この中には呉昌碩刻の印や大小の印が組み込まれている箱印も含まれている。

## 家族
- 養子：日下部辨二郎 - 巌谷一六の子